# Hispanisation
L’hispanisation (en espagnol : hispanización) désigne le processus par lequel un lieu ou une personne devient influencé par la culture hispanique ou un processus de changement culturel et/ou linguistique par lequel quelque chose de non hispanique devient hispanique. L'hispanisation est illustrée par l'espagnol parlé, la production et la consommation de nourriture hispanique, la musique hispanique et la participation à des festivals et vacances hispaniques. 

## Espagne
En Espagne, le terme « hispanisation » peut se référer à l'absorption culturelle et linguistique des Guanches de souche berbère, peuples indigènes des Canaries au siècle qui a suivi leur asservissement au XVe siècle.
Il est relativement rarement utilisé comme synonyme de castillinisation (castellanización), c'est-à-dire le processus historique par lequel les locuteurs de langues minoritaires espagnoles telles que le catalan, le basque, le galicien, l'astur-léonais ou l'aragonais sont assimilés linguistiquement et abandonnent progressivement leur langue pour l'espagnol.
Les Morisques (musulmans qui se sont convertis au christianisme mais ont continué à vivre en communautés distinctes) ont subi une hispanisation intensive et forcée. Lors de leur conversion, ils ont reçu des noms espagnols sous lesquels ils étaient connus dans tous les documents officiels (bien qu'en privé, ils aient probablement continué à utiliser leurs noms arabes d'origine). En 1567, Philippe II d'Espagne a publié un décret royal interdisant aux Morisques d'utiliser l'arabe en toutes occasions, de parler et d'écrire dans cette langue. L'utilisation de l'arabe dans n'importe quel sens du terme serait considérée comme un crime. On leur donna trois ans pour apprendre une langue « chrétienne », après quoi ils devaient se débarrasser de tout le matériel écrit en arabe. On ne sait pas combien d'entre eux se sont conformés au décret et ont détruit leurs propres livres arabes et combien d'entre eux les ont conservés au mépris du décret du roi ; le décret est connu pour avoir déclenché la révolte des Alpujarras.

## États-Unis
Selon le recensement américain de 2000, environ 75 % des Hispaniques parlent espagnol à la maison. Les taux de rétention des hispaniques sont élevés dans certaines parties du Texas et du Nouveau-Mexique et le long de la frontière parce que le pourcentage d'hispaniques y est également très élevé. Laredo (Texas), Chimayo (Nouveau-Mexique), Nogales (Arizona) et Coachella (Californie), par exemple, ont tous plus de 90 % de population hispanique. En outre, ces localités ont eu une population majoritairement hispanique depuis l'époque de la conquête espagnole et de la colonisation de la région aux XVIIe et XVIIIe siècles. 
Certaines villes auparavant majoritairement anglophones sont devenues majoritairement hispaniques, comme Miami (majorité hispanique dans les années 1970) et San Antonio (majorité hispanique dans les années 1980).